# Heorhiy Zantaraya
Heorhiy Zantaraya (en ukrainien : Георгій Малхазович Зантарая, en géorgien : გიორგი ზანთარაია), né le 21 octobre 1987 à Gali, est un judoka ukrainien d'origine géorgienne en activité évoluant dans la catégorie des moins de 66 kg. Son style se caractérise par sa rapidité d'exécution alliée d'une très importante souplesse corporelle et d'un excellent sens de l'équilibre.

## Biographie
Aux Championnats du monde de judo 2013 à Rio de Janeiro, Georgii Zantaraia obtient la médaille de bronze.

## Palmarès
| Année | Compétition           | Lieu           | Résultat | Catégorie      |
| ----- | --------------------- | -------------- | -------- | -------------- |
| 2009  | Championnats d'Europe | Tbilissi       | 2e       | Moins de 60 kg |
| 2009  | Championnats du monde | Rotterdam      | 1er      | Moins de 60 kg |
| 2010  | Championnats du monde | Tokyo          | 2e       | Moins de 60 kg |
| 2011  | Championnats d'Europe | Istanbul       | 1er      | Moins de 60 kg |
| 2011  | Championnats du monde | Paris          | 3e       | Moins de 60 kg |
| 2013  | Championnats du monde | Rio de Janeiro | 3e       | Moins de 66 kg |
| 2014  | Championnats du monde | Tcheliabinsk   | 3e       | Moins de 66 kg |
| 2017  | Championnats d'Europe | Varsovie       | 1er      | Moins de 66 kg |
| 2018  | Championnats du monde | Bakou          | 3e       | Moins de 66 kg |
| 2019  | Jeux européens        | Minsk          | 1er      | Moins de 66 kg |